# 북위 51도
북위 51도는 적도에서 북쪽으로 51도 떨어진 위선이다. 유럽, 아시아, 태평양, 북아메리카, 대서양을 지난다. 일조 시간이 하지점일 때에는 16시간 33분, 동지점일 때는 7시간 55분이다.

## 지나가는 지역
본초 자오선에서 동쪽으로 북위 51도는 다음 지역을 지나간다.
| 좌표                                                    | 나라, 지역, 해역 | 주석 |
| ------------------------------------------------------- | ---------------- | --- |
| 북위 51° 0′ 동경 0° 0′  / 북위 51.000° 동경 0.000°      | 영국             | 잉글랜드 |
| 북위 51° 0′ 동경 0° 58′  / 북위 51.000° 동경 0.967°     | 도버 해협        | |
| 북위 51° 0′ 동경 2° 0′  / 북위 51.000° 동경 2.000°      | 프랑스           | 노르파드칼레 - 됭케르크의 남쪽과 프랑스의 최북단을 지난다.                                                                                     |
| 북위 51° 0′ 동경 2° 34′  / 북위 51.000° 동경 2.567°     | 벨기에           | 헨트(겐트)의 남쪽을 지난다. |
| 북위 51° 0′ 동경 5° 46′  / 북위 51.000° 동경 5.767°     | 네덜란드         | 림뷔르흐주 - 약 10km |
| 북위 51° 0′ 동경 5° 54′  / 북위 51.000° 동경 5.900°     | 독일             | 노르트라인베스트팔렌주 - 쾰른의 북부를 지난다. 헤센주 튀링겐주 - 에르푸르트를 지난다. 작센안할트주 튀링겐주 작센주 - 드레스덴의 남쪽을 지난다. |
| 북위 51° 0′ 동경 14° 15′  / 북위 51.000° 동경 14.250°   | 체코             | |
| 북위 51° 0′ 동경 14° 34′  / 북위 51.000° 동경 14.567°   | 독일             | 작센주 |
| 북위 51° 0′ 동경 14° 55′  / 북위 51.000° 동경 14.917°   | 폴란드           | 약 4km |
| 북위 51° 0′ 동경 14° 58′  / 북위 51.000° 동경 14.967°   | 체코             | |
| 북위 51° 0′ 동경 15° 6′  / 북위 51.000° 동경 15.100°    | 폴란드           | 약 3km |
| 북위 51° 0′ 동경 15° 8′  / 북위 51.000° 동경 15.133°    | 체코             | 약 3km |
| 북위 51° 0′ 동경 15° 10′  / 북위 51.000° 동경 15.167°   | 폴란드           | 브로츠와프의 남쪽을 지난다. |
| 북위 51° 0′ 동경 23° 57′  / 북위 51.000° 동경 23.950°   | 우크라이나       | |
| 북위 51° 0′ 동경 35° 20′  / 북위 51.000° 동경 35.333°   | 러시아           | |
| 북위 51° 0′ 동경 49° 19′  / 북위 51.000° 동경 49.317°   | 카자흐스탄       | |
| 북위 51° 0′ 동경 54° 11′  / 북위 51.000° 동경 54.183°   | 러시아           | |
| 북위 51° 0′ 동경 56° 29′  / 북위 51.000° 동경 56.483°   | 카자흐스탄       | 약 10km |
| 북위 51° 0′ 동경 56° 37′  / 북위 51.000° 동경 56.617°   | 러시아           | 약 9km |
| 북위 51° 0′ 동경 56° 45′  / 북위 51.000° 동경 56.750°   | 카자흐스탄       | |
| 북위 51° 0′ 동경 57° 18′  / 북위 51.000° 동경 57.300°   | 러시아           | |
| 북위 51° 0′ 동경 57° 45′  / 북위 51.000° 동경 57.750°   | 카자흐스탄       | |
| 북위 51° 0′ 동경 58° 36′  / 북위 51.000° 동경 58.600°   | 러시아           | |
| 북위 51° 0′ 동경 61° 30′  / 북위 51.000° 동경 61.500°   | 카자흐스탄       | |
| 북위 51° 0′ 동경 79° 53′  / 북위 51.000° 동경 79.883°   | 러시아           | |
| 북위 51° 0′ 동경 80° 28′  / 북위 51.000° 동경 80.467°   | 카자흐스탄       | |
| 북위 51° 0′ 동경 81° 5′  / 북위 51.000° 동경 81.083°    | 러시아           | |
| 북위 51° 0′ 동경 83° 7′  / 북위 51.000° 동경 83.117°    | 카자흐스탄       | 약 5km |
| 북위 51° 0′ 동경 83° 11′  / 북위 51.000° 동경 83.183°   | 러시아           | 약 2km |
| 북위 51° 0′ 동경 83° 13′  / 북위 51.000° 동경 83.217°   | 카자흐스탄       | 약 15km |
| 북위 51° 0′ 동경 83° 26′  / 북위 51.000° 동경 83.433°   | 러시아           | |
| 북위 51° 0′ 동경 97° 50′  / 북위 51.000° 동경 97.833°   | 몽골             | |
| 북위 51° 0′ 동경 102° 15′  / 북위 51.000° 동경 102.250° | 러시아           | |
| 북위 51° 0′ 동경 119° 37′  / 북위 51.000° 동경 119.617° | 중화인민공화국   | 내몽골 자치구 헤이룽장성 |
| 북위 51° 0′ 동경 127° 0′  / 북위 51.000° 동경 127.000°  | 러시아           | |
| 북위 51° 0′ 동경 140° 38′  / 북위 51.000° 동경 140.633° | 타타르 해협      | |
| 북위 51° 0′ 동경 142° 14′  / 북위 51.000° 동경 142.233° | 러시아           | 사할린섬 - 사할린주 |
| 북위 51° 0′ 동경 143° 36′  / 북위 51.000° 동경 143.600° | 오호츠크해       | |
| 북위 51° 0′ 동경 156° 46′  / 북위 51.000° 동경 156.767° | 러시아           | 캄차카반도 |
| 북위 51° 0′ 동경 156° 51′  / 북위 51.000° 동경 156.850° | 태평양           | 미국 알래스카주아마티그낙섬의 남쪽을 지난다. 캐나다 브리티시컬럼비아주 밴쿠버섬의 북쪽을 지난다.                                               |
| 북위 51° 0′ 서경 127° 31′  / 북위 51.000° 서경 127.517° | 캐나다           | 브리티시컬럼비아주 앨버타주 - 캘거리를 지난다. 서스캐처원주 매니토바주 온타리오주 퀘벡주                                                       |
| 북위 51° 0′ 서경 58° 48′  / 북위 51.000° 서경 58.800°   | 세인트로렌스만   | |
| 북위 51° 0′ 서경 57° 3′  / 북위 51.000° 서경 57.050°    | 캐나다           | 뉴펀들랜드 래브라도주 - 뉴펀들랜드섬 |
| 북위 51° 0′ 서경 55° 50′  / 북위 51.000° 서경 55.833°   | 대서양           | 캐나다 뉴펀들랜드 래브라도주 그로에섬의 북쪽을 지난다.                                                                                         |
| 북위 51° 0′ 서경 4° 32′  / 북위 51.000° 서경 4.533°     | 영국             | 잉글랜드 - 사우샘프턴의 북쪽을 지난다. |

## 러시아령 아메리카
1799년, 러시아 제국 황제 파벨 1세가 러시아-아메리카 회사를 설립하는 칙허를 냈다. 칙령에서는 러시아-아메리카 회사에 대해서 북위 55도 이북의 알래스카에서의 털가죽 채취, 광물 채굴을 독점적으로 인정했다. 이 경계는 1790년 이후 러시아가 영유권을 주장하고 있던 것이다.
1821년, 러시아-아메리카 회사에 대해서 그 지배지역을 북위 51도 이북으로까지 뻗은 칙허가 내려졌다. 이 칙허는 미국과 영국에서 강하게 반대하였다. 교섭에 따라서 러시아령 아메리카의 남쪽 경계는 북위 54도 40분 선으로 정해졌다.

## 같이 보기
- 북위 50도
- 북위 52도